# Albert Franck
Friedrich Albert Franck (* 11. November 1810 in Breslau; † 15. März 1896 in Dresden) war ein deutscher Buchhändler und Verleger in Paris.

## Leben
Albert Franck kam als Sohn des Kaufmanns und Bankiers Israel Berel Franck († 1828) und der Friedericke (Frida) Franck (* 1783; † 4. November 1849), geb. Kalkstein, zur Welt. Franck wuchs in Breslau auf und hatte mehrere Geschwister, darunter den Schriftsteller und Musikjournalisten Hermann Franck und den Komponisten Eduard Franck.
Wie seine Brüder interessierte sich Albert Franck für Musik. Doch absolvierte er ein Medizinstudium, das er an der Berliner Universität mit der Doktorprüfung abschloss. Am 30. Mai 1835 wurde er mit der Dissertation De musices effectibus in hominem sanum et agrotum promoviert. Drei Tage zuvor war er in der Nikolaikirche zum evangelischen Christentum konvertiert.

## Librairie A. Franckin Paris

Briefkopf der Librairie A. Franck (um 1850)

Albert Franck lebte zunächst in Dresden; seit Ende der 1830er Jahre hielt er sich in Paris auf, wo er anfangs in der Rue Choiseul No. 12, später am Square d’Orléans No. 9 lebte.
Am 1. Juli 1844 übernahm Albert Franck die Geschäfte der Buchhandlung Brockhaus & Avenarius. Sie war am 31. Juli 1837 von Heinrich und Eduard Brockhaus mit den Buchhändlern Eduard Avenarius und Georg Hartman Friedlein in Paris gegründet worden, um die Verbreitung der deutschen Literatur in Deutschland sowie ausländischer, speziell französischer Literatur in Deutschland zu fördern. Ein Unternehmen gleichen Namens, das zuvor Friedlein in Leipzig führte, übernahm Eduard Avenarius.
Die Buchhandlung wurde für zahlreiche deutsche Verlagsprodukte zum französischen Kommissionär. Als Verlag war sie mit Übersetzungen und französischen Originalschriften vertreten und druckte neben touristischen Reiseführern auch gelehrte Werke, darunter solche in lateinischer und sogar arabischer Sprache, sowie Kartenwerke. Am Catalogue général de la librairie française und an der Bibliographie universelle war Franck als Redakteur beteiligt.
Neben Franzosen beschäftigte Franck deutsche Landsleute. Zu den Auszubildenden der Buchhandlung gehörten der spätere Antiquar und Autographenhändler Joseph A. Stargardt, Edwin Tross (1822–1876) aus Hamm, Karl Friedrich Hoff (* 5. November 1835 in Mannheim), ein Neffe des Verlegers Heinrich Hoff, sowie Leonhard Liepmannssohn aus Landsberg an der Warthe, der 1857 am Friedrichswerderschen Gymnasium in Berlin Abitur gemacht hatte und sich dem Buchhandel widmen wollte.
Unter Francks Leitung wurde die Librairie A. Franck in der Rue de Richelieu No. 67 gegenüber der Nationalbibliothek ein Treffpunkt der im französischen Exil lebenden deutschen Intellektuellen. Heinrich Heine ließ sich von ihm bibliographisch beraten und deckte einen großen Teil seines Buchbedarfs aus seinem Geschäft. Schon 1844 wollte Karl Marx seine gegen Bruno Bauer gerichtete Schrift Die heilige Familie bei Franck herausbringen. 1847 wurde Albert Franck Mitverleger der französischen Ausgabe von Marx’ Schrift Das Elend der Philosophie.
Allerdings betrieb der Verleger Franck die Geschäfte vornehmlich unter kommerziellen Gesichtspunkten und ließ sich auch Belegexemplare der Misère de la philosophie von den Empfängern vergüten. „Trotz seines abgeschmackten Benehmens hat er, glaube ich, zirka 40 Exemplare abgesetzt“, urteilte Friedrich Engels missfällig. Auch Richard Wagner, der sich in seiner Pariser Zeit die Post in die Buchhandlung zustellen ließ, schlug Franck eine Übersetzung seiner unter dem Titel Die Kunst und die Revolution gesammelten Aufsätze ins Französische vor, was Franck jedoch im Hinblick auf das französische Publikum für aussichtslos hielt.
Als Musikliebhaber beteiligte sich Albert Franck am Pariser Konzertleben. Robert Schumann wollte ihn als Berichterstatter für die Neuen Zeitschrift für Musik gewinnen, was Franck jedoch ablehnte. Neben Wagner gehörten zu seinem Umgang auch Frédéric Chopin, der deutsche Dirigent Charles Hallé, der Violinvirtuose Heinrich Wilhelm Ernst und der ungarische Pianist und Komponist Stephen Heller, der seinem Freund Franck seine Improvisata pour piano (op. 18) widmete. Heinrich Heine spottete gegenüber Lassalle über Francks Verehrung Felix Mendelssohn Bartholdys und zählte ihn zu den „Stockenthousiasten desselben“.
1851 nahm Albert Franck, der erst am 6. Dezember 1850 eine Lizenz als Buchhändler erlangt hatte, seinen bisherigen Prokuristen Friedrich Vieweg junior (1808–1888) als Teilhaber in das Geschäft. Im Frühjahr 1857 hielt er sich noch in Paris auf, wie ein Brief an Karl August Varnhagen von Ense vom 11. April 1857 belegt. 1861 wurde die A. Franck’sche Buchhandlung von Albert Franck und Friedrich Vieweg junior an den Buchhändler Albert L. Herold und den im selben Jahr verstorbenen Felix Lindner verkauft.

## Letzte Jahre
Wohl infolge des Krieges von 1870/71 kehrte Franck nach Deutschland zurück und ließ sich in Dresden nieder, wo er seit 1872 bis zu seinem Lebensende unter der Adresse „an der Bürgerwiese 2“ parterre wohnte. 1875 beteiligte er sich an einer Sammlung der Zeitschrift Gartenlaube für die Unterstützung des Schriftstellers Arnold Ruge. Als dieser nach dem gewaltsamen Tod seines Bruders Hermann Franck in Brighton (1855) dessen Briefe und Lebenszeugnisse veröffentlichen wollte, hatte Franck beim Brockhaus-Verlag gegen dieses Vorhaben protestiert, das daraufhin unterblieben war.

## Werke
- De musices effectibus in hominem sanum et agrotum. Berlin 1835.
- Catalogue général des livres anciens et moderne en vente aux prix marqués. 12 Bde., A. Franck, Paris 1847 ff.
- Catalogue des livres, manuscrits et cartes relatifs à l'Amérique en vente aux prix nets indiqués à la Librairie A. Franck, Paris 1864 (Digitalisat).
- [mit Edmond Fontaine:] Le Dernier mot sur Rome. Dentu, Paris 1862 (Autorenschaft nicht abschließend geklärt[22])